# Eosphaerophoria punctata
Eosphaerophoria punctata är en tvåvingeart som beskrevs av Claussen och Weipert 2003. Eosphaerophoria punctata ingår i släktet Eosphaerophoria och familjen blomflugor.
Artens utbredningsområde är Nepal. Inga underarter finns listade i Catalogue of Life.